# Forças militares dos Estados Confederados

Selo dos Estados Confederados.

As Forças militares dos Estados Confederados, também conhecidas como Forças Confederadas ou Forças Armadas Confederadas e Forças Armadas dos Estados Confederados, foram os serviços militares responsáveis pela defesa dos Estados Confederados da América durante sua existência (1861–1865).
Mais de um milhão de homens serviram nas forças armadas da Confederação (a esmagadora maioria no exército), com mais de 120 000 morrendo em combate ou nas prisões da União. Outros 436 000 se renderam ao longo da guerra.

## Organização
As Forças militares dos Estados Confederados tinham três serviços:
- Exército dos Estados Confederados
- Marinha dos Estados Confederados
- Fuzileiros Navais dos Estados Confederados

## Líderes militares
Líderes militares da Confederação (com o Estado ou País de nascimento e maior patente):

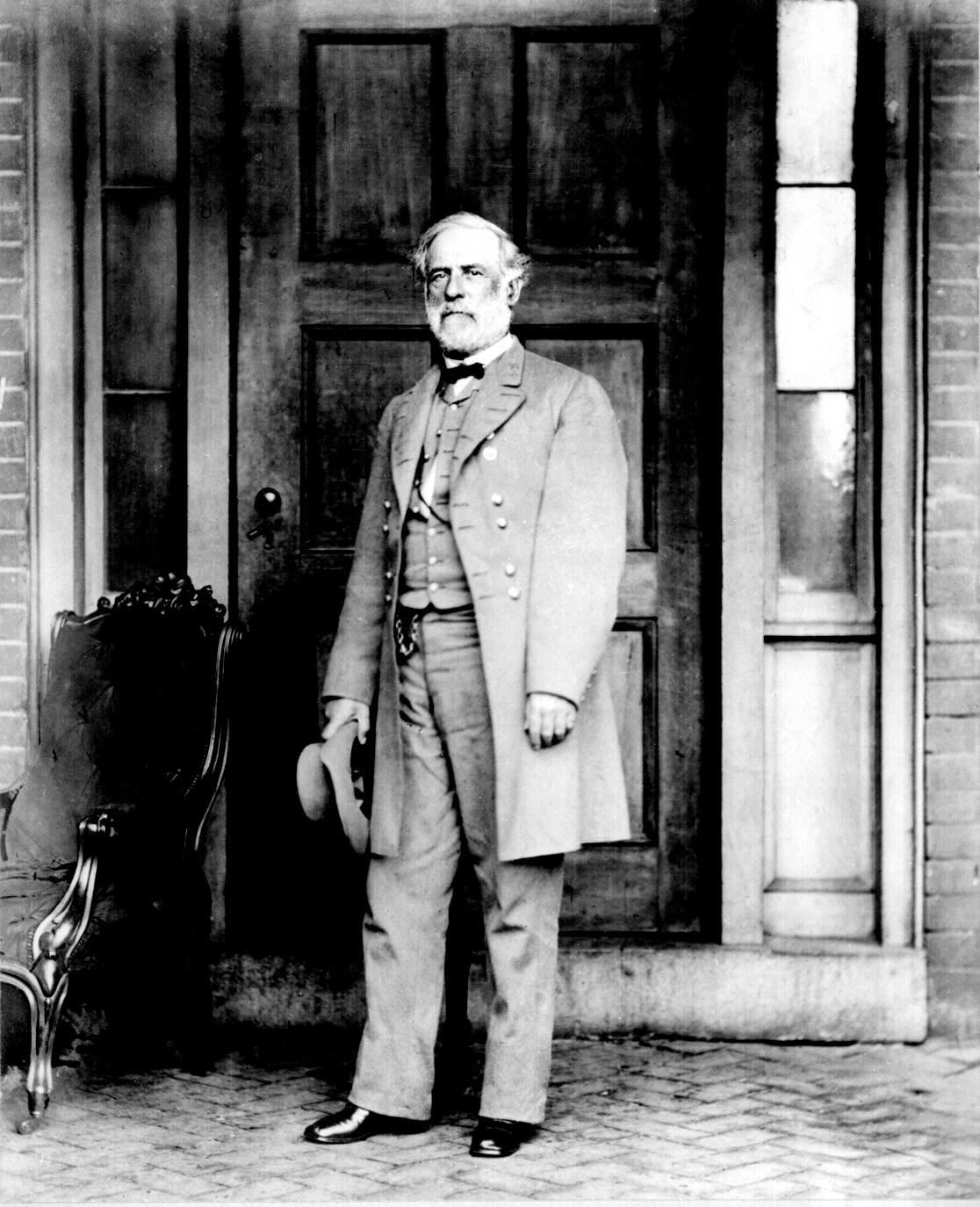
General Robert E. Lee, para muitos, a "face" do Exército Confederado.

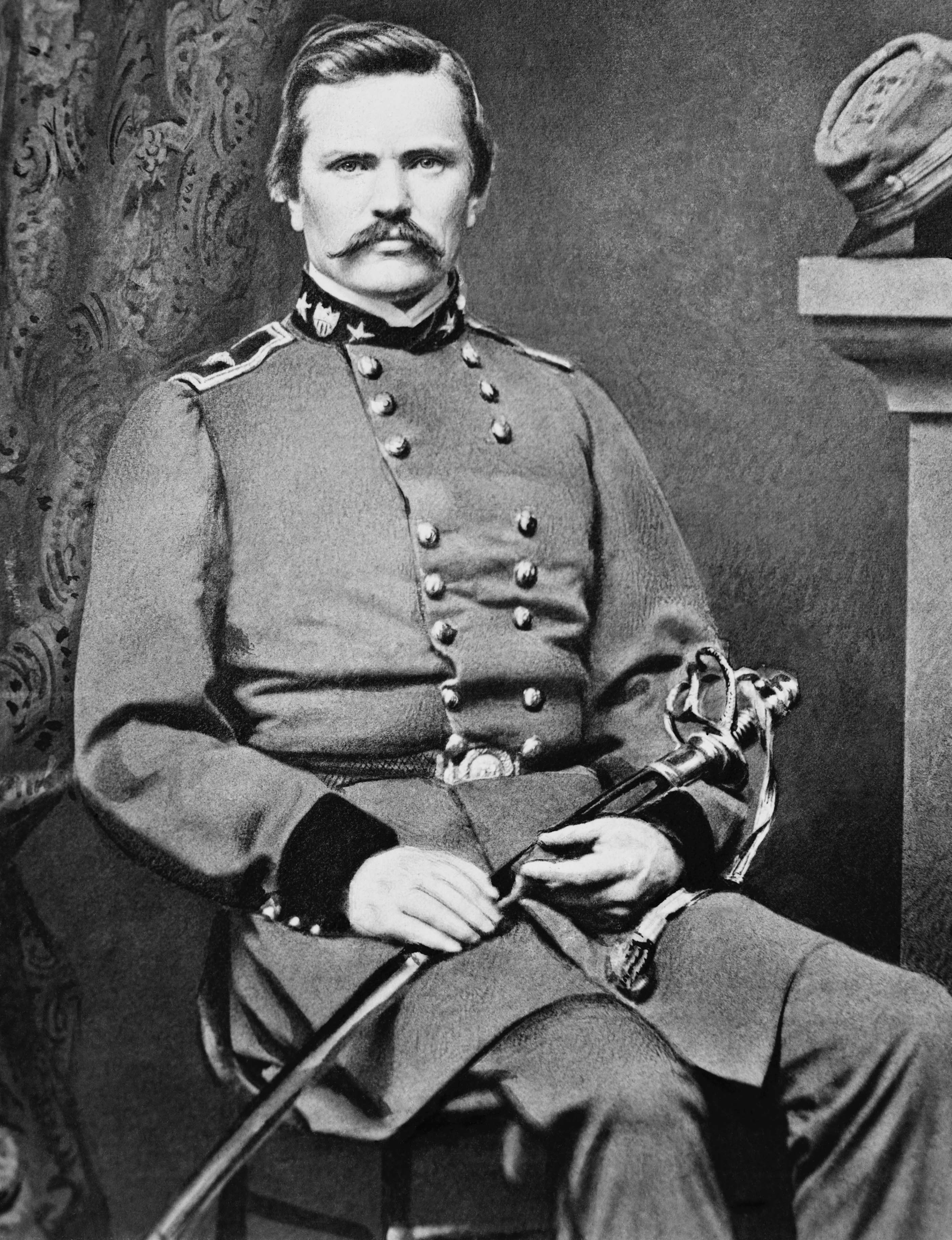
General Simon Bolivar Buckner Sr

- Robert E. Lee (Virginia) – General e General-Chefe (1865)
- Samuel Cooper (New York) – General
- Albert Sidney Johnston (Kentucky) – General
- Joseph E. Johnston (Virginia) – General
- Braxton Bragg (North Carolina) – General
- P.G.T. Beauregard (Louisiana) – General
- James Longstreet (Georgia) – Tenente General
- Thomas J. "Stonewall" Jackson (Virginia) – Tenente General
- Leonidas Polk (North Carolina) – Tenente General
- Richard S. Ewell (Virginia) – Tenente General
- A.P. Hill (Virginia) – Tenente General
- John Bell Hood (Kentucky) – Tenente General e General (temporário)
- Richard Taylor (Kentucky) – Tenente General (filho do Presidente Zachary Taylor)
- Simon Bolivar Buckner Sr (Kentucky) – Tenente General
- Wade Hampton III (South Carolina) – Tenente General
- Jubal Anderson Early (Virginia) – Tenente General
- Nathan Bedford Forrest (Tennessee) – Tenente General
- Alexander Peter Stewart (Tennessee) – Tenente General
- Sterling Price (Virginia) – Major General
- J.E.B. Stuart (Virginia) – Major General
- George Edward Pickett (Virginia) – Major General
- Stephen Dodson Ramseur (North Carolina) – Major General
- Patrick Cleburne (Irlanda) – Major General
- Camille Armand Jules Marie, Prince de Polignac (França) – Major General
- John Austin Wharton (Tennessee) – Major General
- Thomas L. Rosser (Virginia) – Major General
- Franklin Buchanan (Maryland) – Contra-Almirante
- Raphael Semmes (Maryland) – Contra-Almirante e Brigadeiro General
- Josiah Tattnall (Georgia) – Commodoro
- Edward Porter Alexander (Georgia) – Brigadeiro General
- Stand Watie (Georgia) – Brigadeiro General (último a se render)
- John Hunt Morgan (Kentucky) – Brigadeiro General
- Moxley Sorrel (Georgia) – Brigadeiro General
- John Singleton Mosby, o "Fantasma cinza da Confederação" (Virginia) – Coronel
- Lloyd J. Beall (South Carolina) – Coronel-Comandante dos Fuzileiros Navais dos Estados Confederados
- William Lamb (Virginia) – Coronel
- Heros von Borcke (Prússia) – Tenente Coronel